# Eumenes roemeri
Eumenes roemeri är en stekelart som beskrevs av Anton Handlirsch. Eumenes roemeri ingår i släktet krukmakargetingar, och familjen Eumenidae. Inga underarter finns listade i Catalogue of Life.